# Stimmloser alveolarer Frikativ
Der stimmlose alveolare Frikativ (ein stimmloser, an den Alveolen gebildeter Reibelaut) hat in verschiedenen Sprachen folgende lautliche und orthographische Realisierungen:
- Deutsch [⁠s⁠]: ß, ss sowie einzelnes s unter bestimmten Bedingungen: vor Konsonantenbuchstaben, nach stimmlosen Konsonanten und im Wort- und Silbenauslaut (hier z. T. Ergebnis der Auslautverhärtung: bei Realisierung des zugrundeliegenden Morphophonems /⁠z⁠/).
- Englisch [⁠s⁠]: s (in der Regel außer zwischen Vokalen) sowie c vor e, i und y
- Französisch [⁠s⁠]: ss sowie s im Anlaut und sowohl vor als auch nach Konsonanten (im Wortauslaut aber oft stumm); außerdem ç sowie c vor e, i und y; t im Suffix -tion.
  - Beispiele: association [asɔsjasjɔ̃], sensible [sɑ̃sibl], commençons [kɔmɑ̃sɔ̃]
- Italienisch [⁠s⁠]: s im Anlaut und vor stimmlosen Konsonanten.
- Russisch [⁠s⁠]: С, с, sowie з am Wortende (Auslautverhärtung).
- Spanisch [⁠s⁠]: Jedes s. Außerdem Ersatz für den stimmlosen dentalen Frikativ (z, sowie c vor e, i, y) in Lateinamerika und Teilen Spaniens.